# Bandolero!
Bandolero! (bra: O Preço de um Covarde; prt: Bandolero!) é um filme estadunidense de 1968 do gênero western, dirigido por Andrew V. McLaglen, com música de Jerry Goldsmith e roteiro de James Lee Barrett baseado em história de Stanley Hough.

## Elenco
James Stewart ... Mace Bishop

Dean Martin... Dee Bishop

Raquel Welch... Maria Stoner

George Kennedy... Xerife July Johnson

Andrew Prine... Auxiliar de xerife Roscoe Bookbinder

Will Geer... Pop Chaney

Clint Ritchie... Babe Jenkins

Denver Pyle... Muncie Carter

Tom Heaton... Joe Chaney

Rudy Diaz... Angel

Sean McClory... Robbie O'Hare

Jock Mahoney ...  Stoner

Harry Carey, Jr.  ...  Cort Hayjack (como Harry Carey)

Don 'Red' Barry... Jack Hawkins (como Donald Barry)

Guy Raymond... Ossie Grimes

Perry Lopez... Frisco

## Sinopse
Em 1867, na cidade do Texas chamada Valverde, o bando de Dee Bishop tenta roubar o banco mas é preso pelo xerife July Johnson. Durante o tiroteio, o rico Stoner é morto, deixando viúva a bela mexicana Maria, por quem o xerife July é apaixonado. Em San Antonio, Mace Bishop, irmão de Dee, ouve sobre o enforcamento iminente dos assaltantes e resolve se passar pelo carrasco, conseguindo fazer com que Dee e seus homens escapem à galope para a fronteira.
Na fuga, Dee sequestra Maria e cruza o Rio Grande, chegando ao México. O xerife reúne um grupo de voluntários para perseguirem os bandidos além da fronteira. Mace se junta ao irmão e tenta convencê-lo a se regenerar. Mas o lugar é perigoso e tanto o grupo do xerife como o dos irmãos fugitivos são perseguidos pelos inúmeros "bandoleros" mexicanos que dominam a desértica região.